# Sangaris invida
Sangaris invida är en skalbaggsart som beskrevs av Julius Melzer 1932. Sangaris invida ingår i släktet Sangaris och familjen långhorningar. Inga underarter finns listade i Catalogue of Life.